# Дульный тормоз

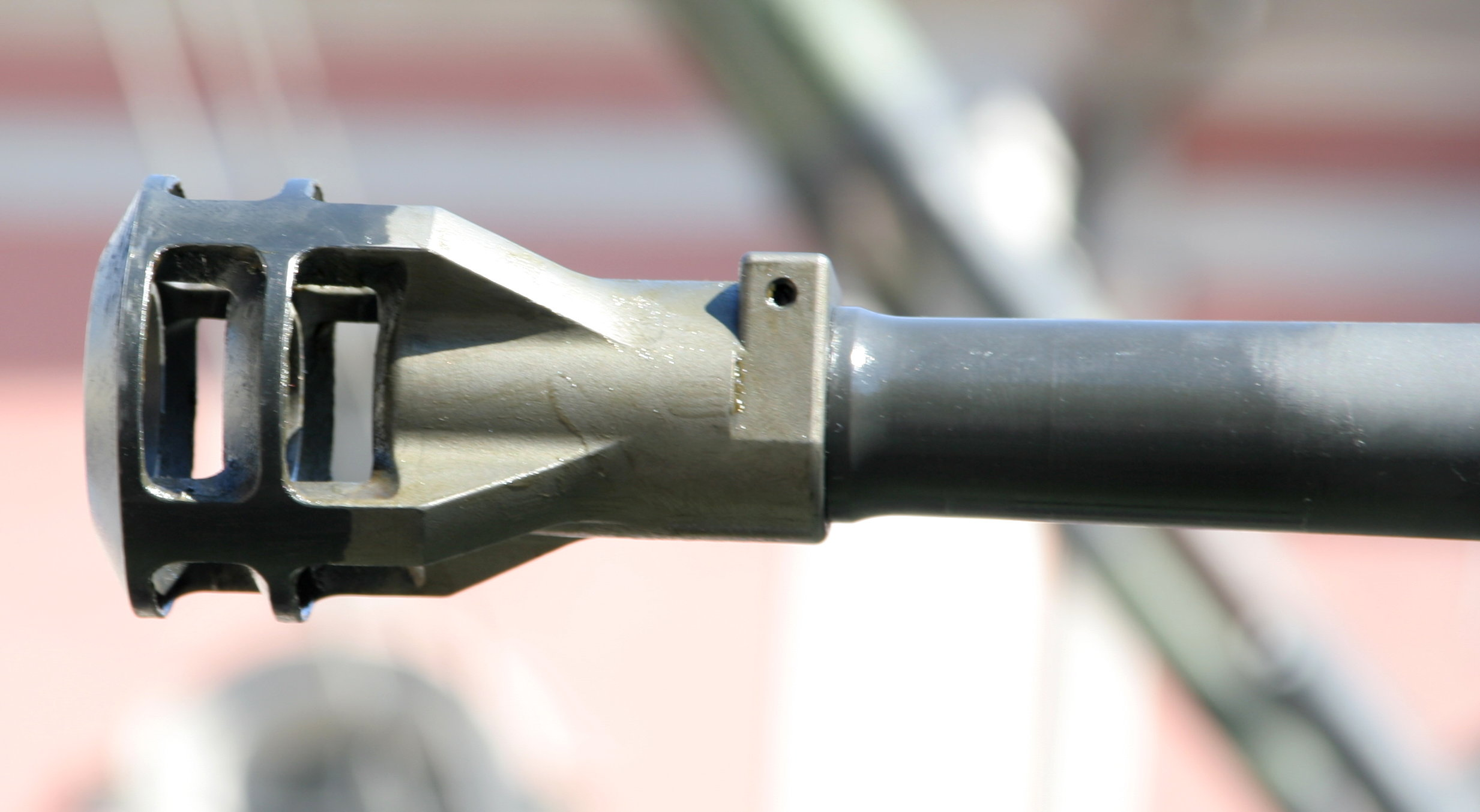
ДТ на 30 мм автоматической пушке системы Маузер (Маузер МК 30)

Дульный тормоз (заимств., калька с англ. muzzle brake compensator) — устройство-компенсатор, предназначенное для уменьшения отдачи огнестрельного оружия, использующее кинетическую энергию пороховых газов, выходящих из ствола вслед за выпущенным снарядом или пулей

## История

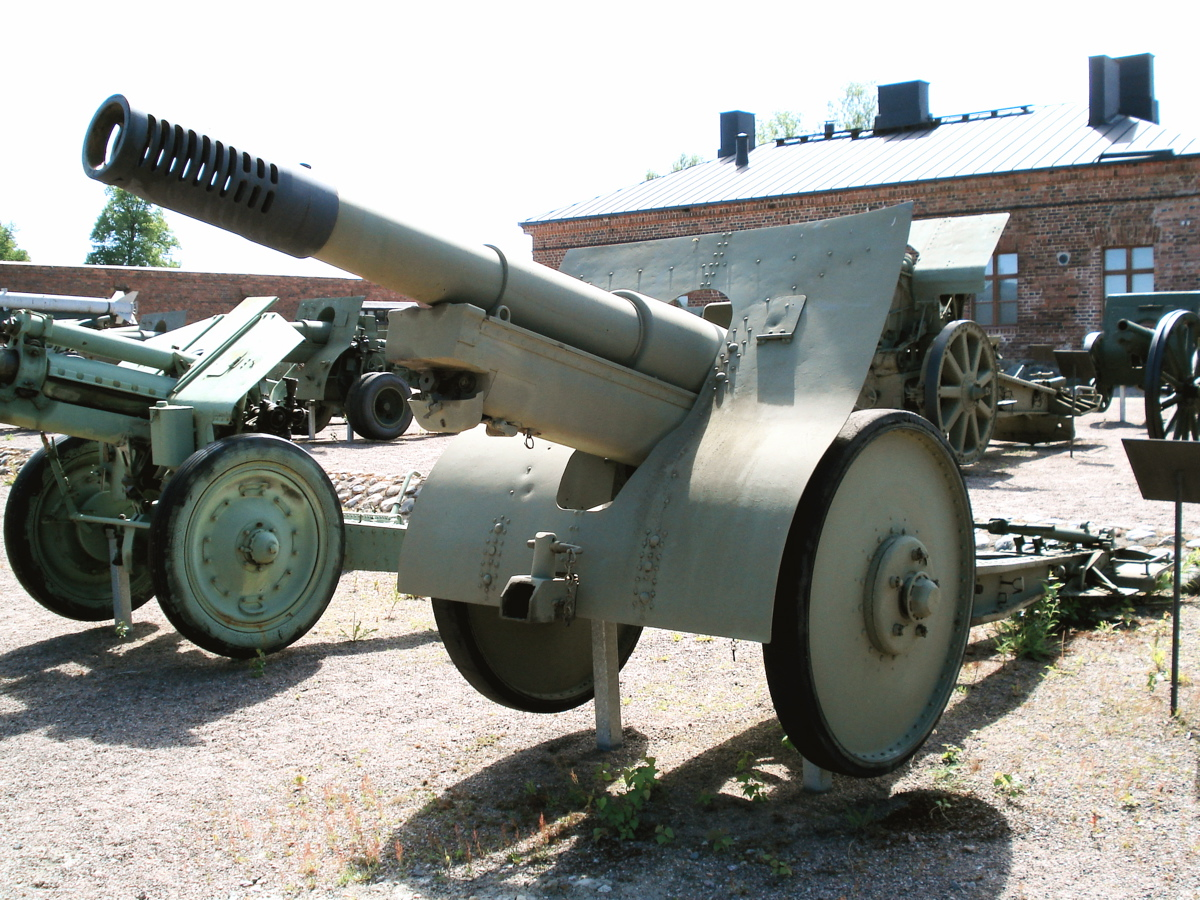
152-мм пушка образца 1910/34 годов с щелевым дульным тормозом

В середине 1930-х годов компания Bofors разработала несколько успешных артиллерийских орудий (например, 37-мм и 105-мм орудия) с новыми перфорированными дульными тормозами, так называемыми дульными тормозами-перечницами, конструкция, изобретенная тогдашним шведским офицером артиллерийского штаба капитаном Харальдом Йентценом, в Швеции известная как «тормоз Йентцена» (швед .: Jentzen-broms). Советский Союз начал модернизировать старые артиллерийские системы новыми стволами, такими как 107-мм пушка M1910/30 , 152-мм пушка M1910/30 , 152-мм пушка M1910/34 и т. д., преимущественно с щелевыми дульными тормозами. Несколько европейских стран начали проектировать и производить противотанковые винтовки с дульными тормозами. В конце 1930-х годов и особенно во время Второй мировой войны это устройство стало обычным как для огнестрельного оружия, так и для артиллерийских орудий.
В целом разработка дульного тормоза была постепенным процессом, включавшим эксперименты и совершенствования на протяжении многих лет.

## Принцип действия
Любой дульный тормоз изменяет направление и скорость движения части пороховых газов, истекающих со сверхзвуковыми скоростями из канала ствола после вылета снаряда. Это снижает импульс отдачи, что позволяет или уменьшить общую массу оружия, или повысить кучность. Применение дульных тормозов неэффективно в случаях, когда масса порохового заряда намного меньше массы снаряда. Дульный тормоз также предотвращает опасное воздействие пороховых газов на ствол оружия при стрельбе. При выходе пороховых газов наружу из канала ствола в месте расположения его дульного отверстия в этой части ствола возникает сильный перепад газового давления. Кроме того, воздействие резких и очень сильных звуковых колебаний, в некоторых случаях, в частности и в крупнокалиберном оружии, может приводить иногда как к быстрому изнашиванию ствола оружия, так и к опасному разрушению канала ствола в месте расположения его дульного отверстия.
Типы дульных тормозов
По принципу действия дульные тормоза делятся на ДТ активного, реактивного и активно-реактивного действия.
В активном ДТ газы давят на перпендикулярные оси ствола кольцевые перегородки (мембраны), что приводит к появлению силы, направленной противоположно движению откатных частей и тормозящих его. Кроме того, отдача также снижается из-за изменения вектора движения части вылетающих из ствола пороховых газов на перпендикулярное стволу.
В ДТ второго типа мембраны отсутствуют, а часть пороховых газов направляется не перпендикулярно оси ствола, а через каналы, направленные назад под острым углом к оси ствола. Откат в этом случае уменьшает противонаправленная ему реактивная сила. Чем меньше этот угол, тем больше эффективность дульного тормоза, но при этом выстрел доставляет всё большие неудобства расчёту и даже может представлять опасность для здоровья.
Использование дульного тормоза вызывает смещение назад, в сторону казны, так называемой зоны повышенного давления ударной волны от выстрела (дульной волны). Повторяющееся воздействие ударной волны на незащищённые уши может привести к необратимому ухудшению слуха.
Дульные тормоза классифицируются по числу камер (бескамерные, одно- и многокамерные), числу рядов боковых отверстий (одно- и многорядные) и их форме (щелевые, сетчатые и оконные).
Применение дульного тормоза может привести к резкому увеличению громкости выстрела.

## Эффективность
Дульный тормоз, особенно реактивного типа, при достаточных габаритах потенциально позволяет полностью компенсировать силу отдачи, но имеет и ряд недостатков: он производит демаскировку и усиливает негативные воздействия пороховых газов на расчёт орудия. Дульный тормоз не является частью ствола с дульными нарезами, поэтому, а также за счет снижения давления пороховых газов, мощность снаряда снижается, а длина ствола за счет компенсатора — увеличивается. Кроме того, современное оружие, как правило, является автоматическим или хотя бы полуавтоматическим, а в этом случае часть энергии отдачи часто используется для работы (полу)автоматики, так что полностью компенсировать её и не требуется. Даже в ручном стрелковом оружии, использующем для работы автоматики отвод пороховых газов, возникает проблема избыточных габаритов и сильной демаскировки стрелка, что также мешает полностью устранить отдачу на практике. В настоящий момент дульный тормоз наиболее эффективно применяется в артиллерии.

## Применение

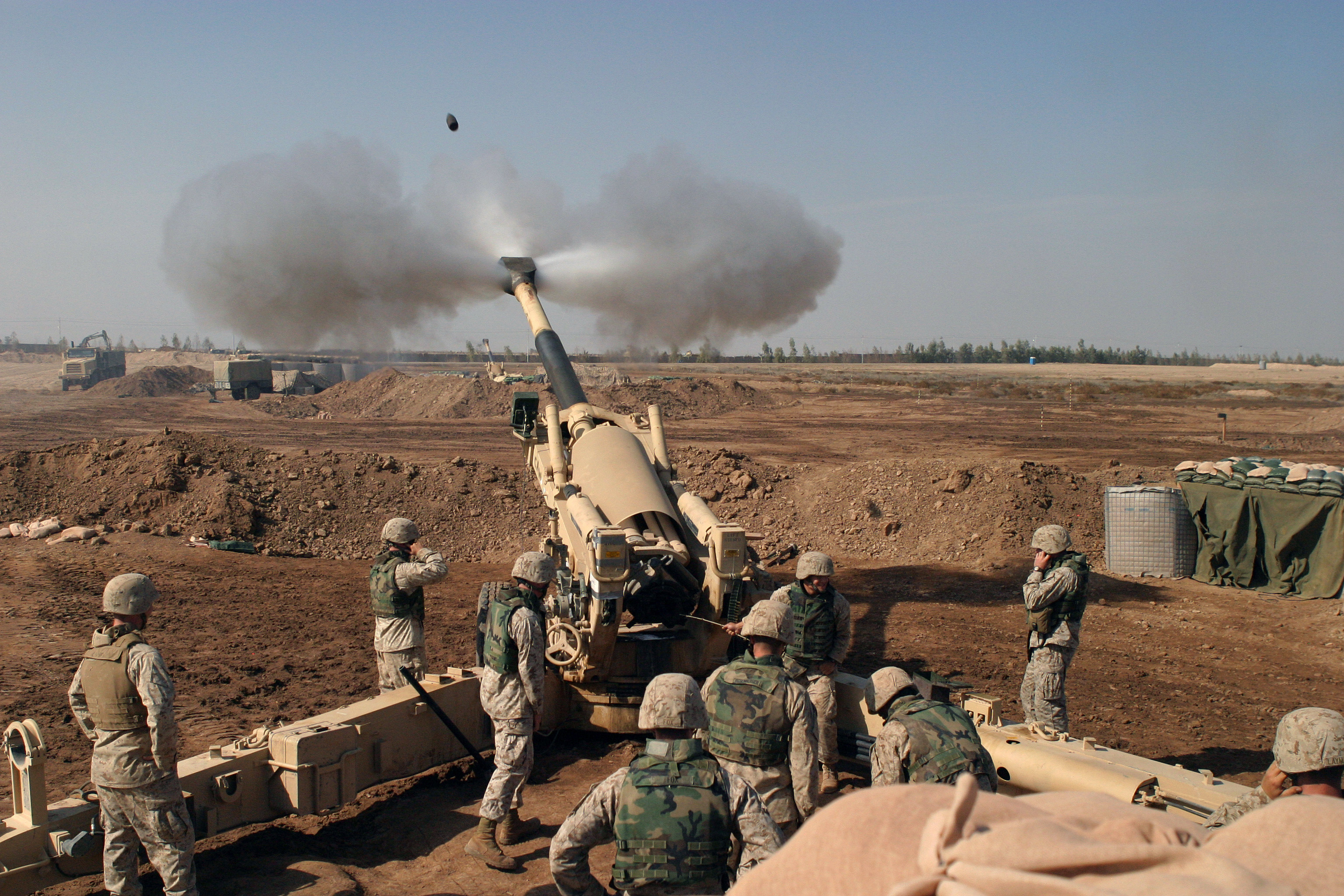
Работа дульного компенсатора

Как правило, дульный тормоз используется в конструкциях стрелкового оружия и полевых орудий. В процессе выстрела дульный тормоз изменяет направление пороховых газов, тем самым может усилить звук выстрела, слышимый стрелком или артиллерийским расчётом, и, следовательно, понизить боеспособность личного состава, но при этом сделать вспышку от выстрела менее заметной, а то и полностью её убрать.

### Артиллерия
Применение дульного тормоза на полевых орудиях позволяет сделать их легче, сохранив при этом их мощность. На бронетехнике — сократить длину отката, что позволяет вписать более мощную артсистему в башню меньших габаритов.
С применением дульного тормоза связан ряд проблем: демаскировка позиции орудия облаком пыли (или снега), возникновение позади дульного среза зоны, опасной для личного состава и тому подобное.

### Стрелковое оружие

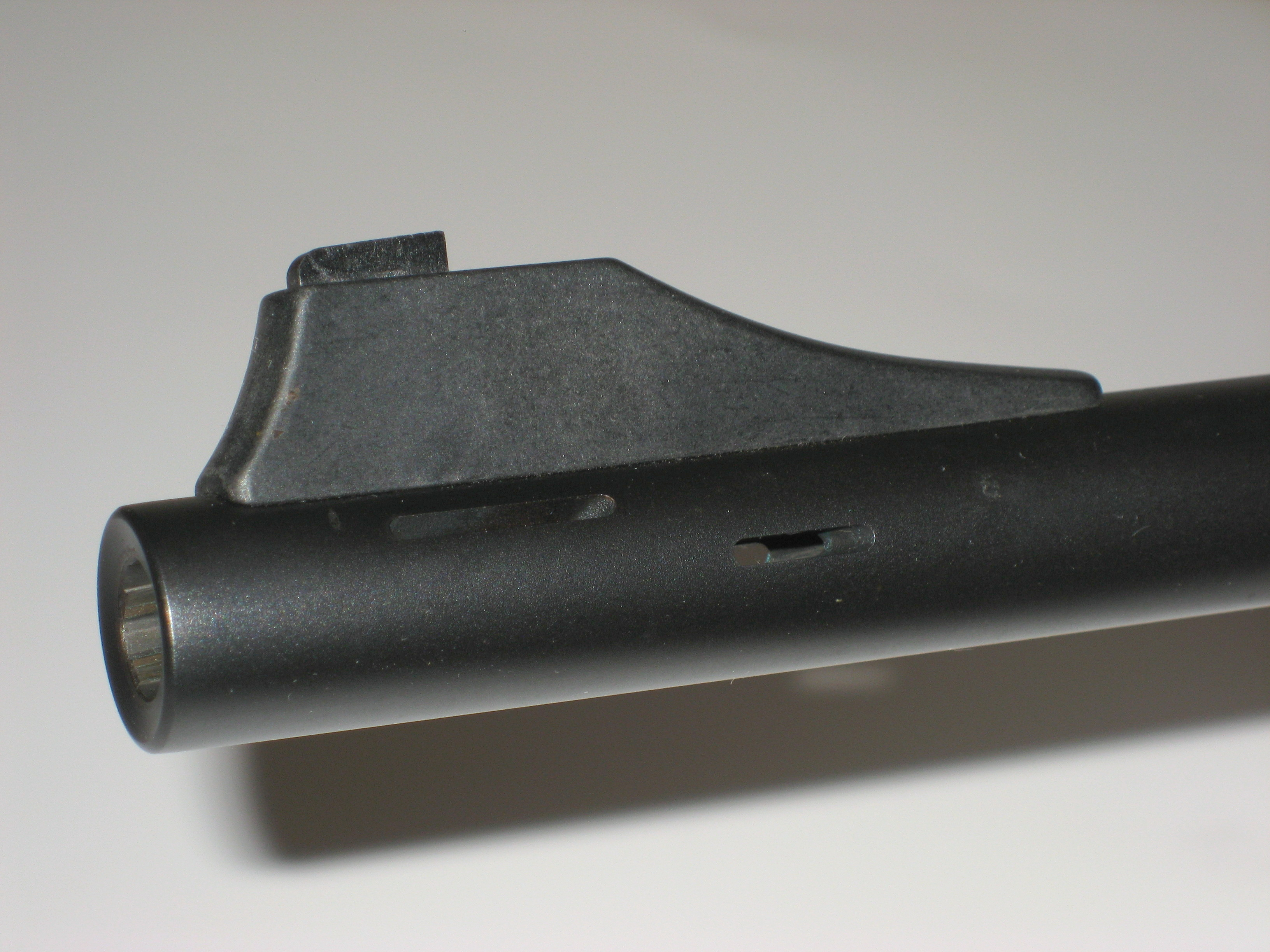
Дульный тормоз-компенсатор в виде продольных щелей на стволе крупнокалиберного (калибр .375 Н&Н Magnum) охотничьего карабина модели Blaser R93

Стрелковое оружие не может быть чрезмерно массивным, так как это уменьшает мобильность стрелков и уменьшает размер переносимого с оружием боекомплекта, поэтому дульные тормоза особенно эффективны для уменьшения отдачи и «прыжков» стрелкового оружия. Кроме того, применение дульного тормоза позволяет применять в стрелковом оружии патроны, отдача которых была бы без применения дульного тормоза трудно переносимой, например в ПТР.
В то же время пороховые газы, истекающие из дульного тормоза, демаскируют позицию стрелка (что особенно опасно для пулемётов и снайперских винтовок), в тёмное время суток ослепляют стрелка, увеличивают воздействие звука выстрела на стрелка, могут быть опасны для военнослужащих, находящихся рядом со стрелком.
Дульный тормоз-компенсатор, устанавливаемый на стрелковом оружии, также позволяет уменьшить подбрасывание ствола («подскок») при выстреле (стрельбе) и улучшить точность автоматического огня и сократить время прицеливания после одиночного выстрела.
В США дульный тормоз-компенсатор системы Каттса был разработан для повышения эффективности автоматической стрельбы из пистолета-пулемёта Томпсона M1921AC обр. 1926 года. После того, как выпуск пистолетов-пулемётов этой модели был прекращён, выпуск этих компенсаторов продолжался для гражданского оружия — они устанавливались на крупнокалиберные охотничьи ружья.
Для обеспечения возможности стрельбы ствольными гранатами дульный тормоз должен быть небольшого диаметра, сравнимого с диаметром ствола.
Дульный тормоз применяется иногда на крупнокалиберных револьверах, например, Smith & Wesson Model 500. Наиболее известный пример применения дульного тормоза-компенсатора — АК74.

## Фотогалерея

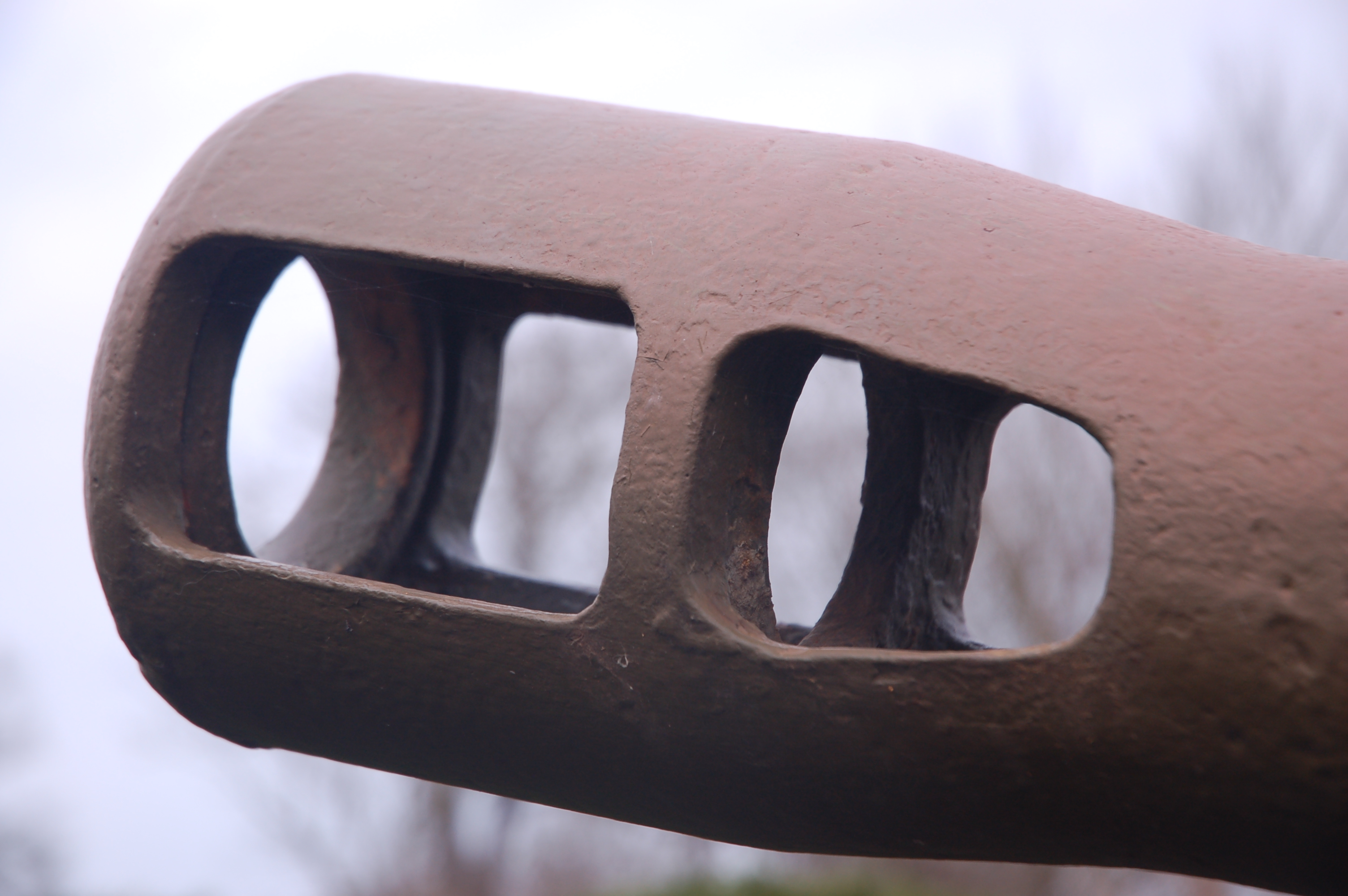
Дульный тормоз советской пушки ЗИС-3.
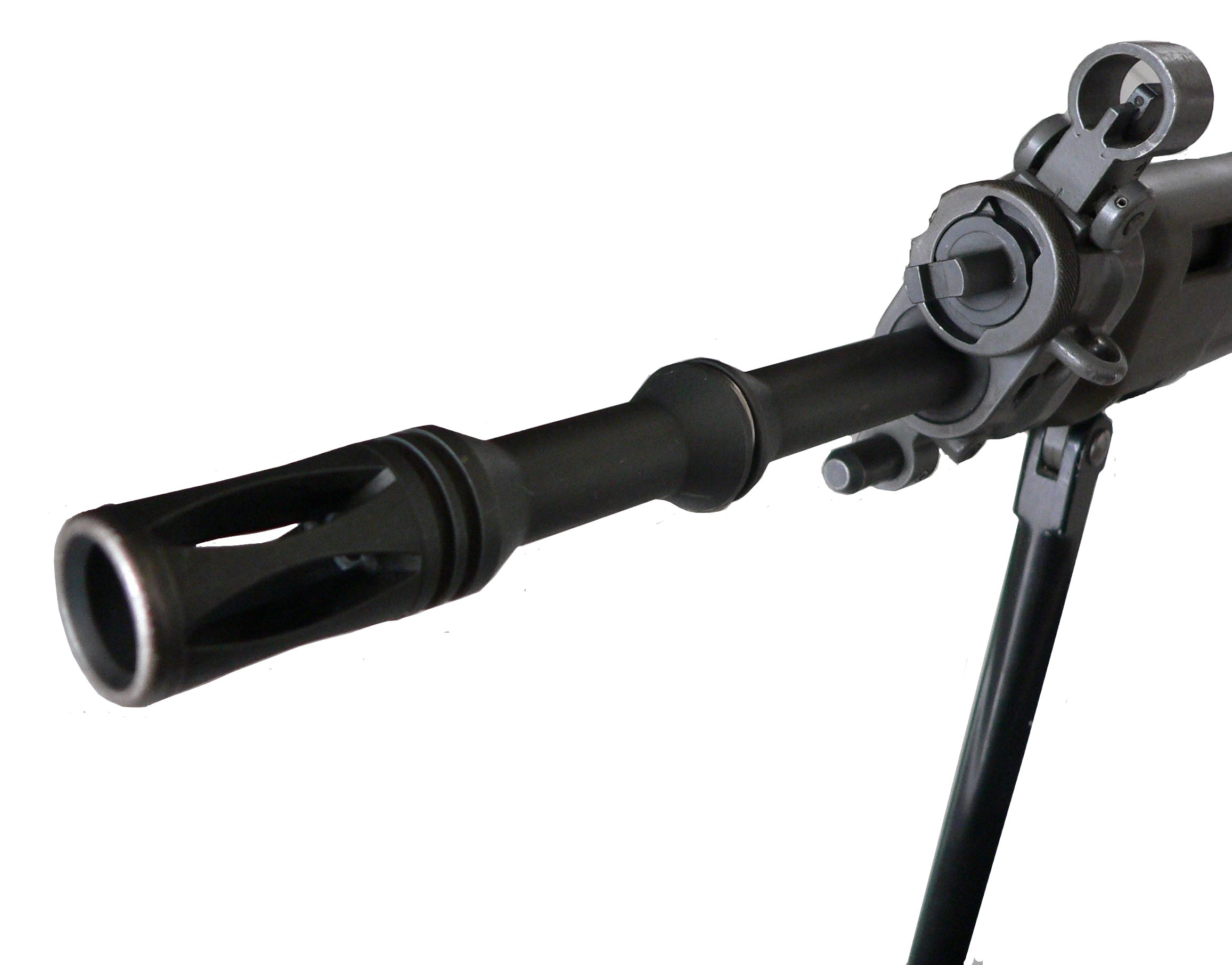
Стандартный пламегаситель НАТО.
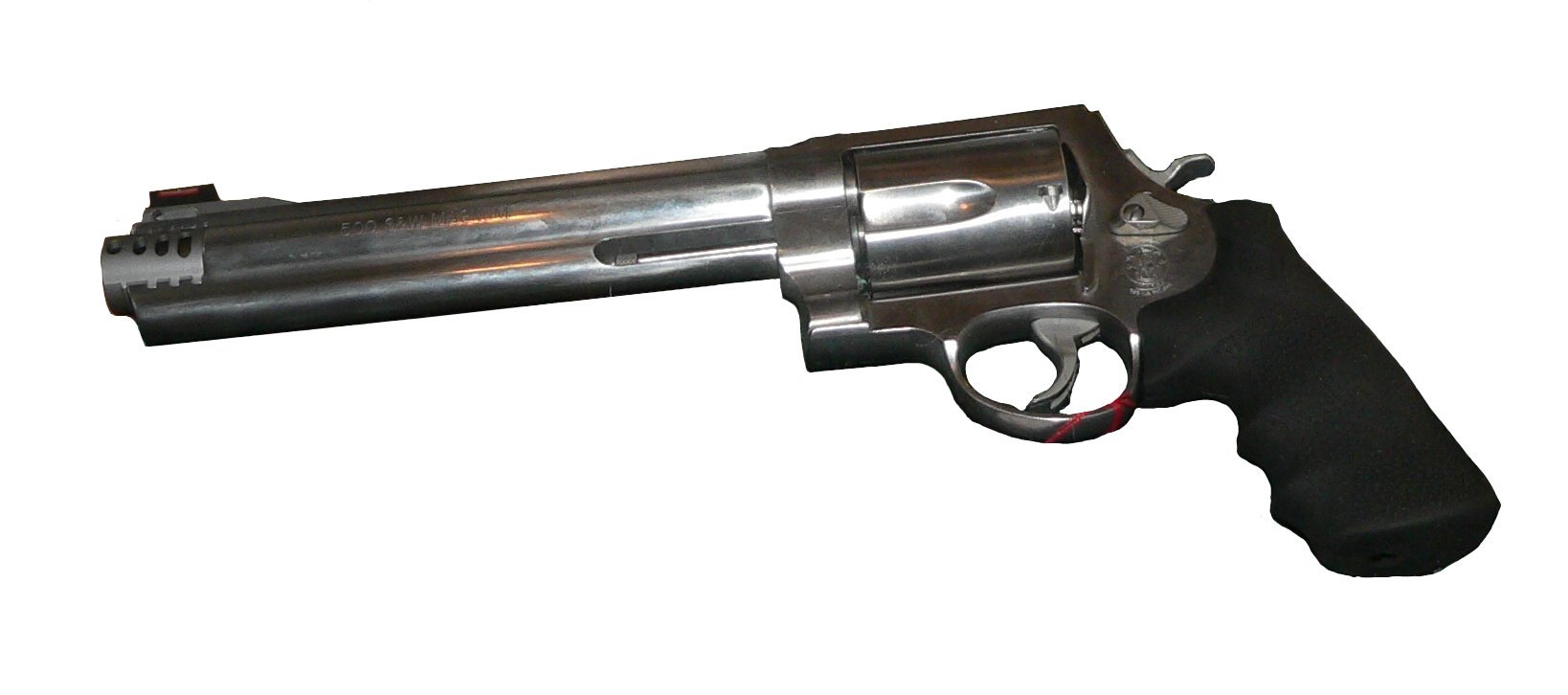
Револьвер под мощный патрон имеет мощную отдачу и без дульного тормоза подскакивает на 45 градусов или больше.
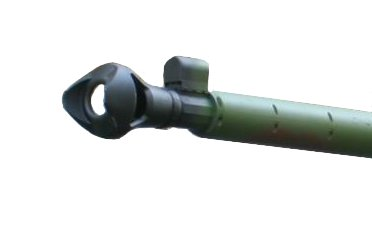
105 mm AMX-10 RC.
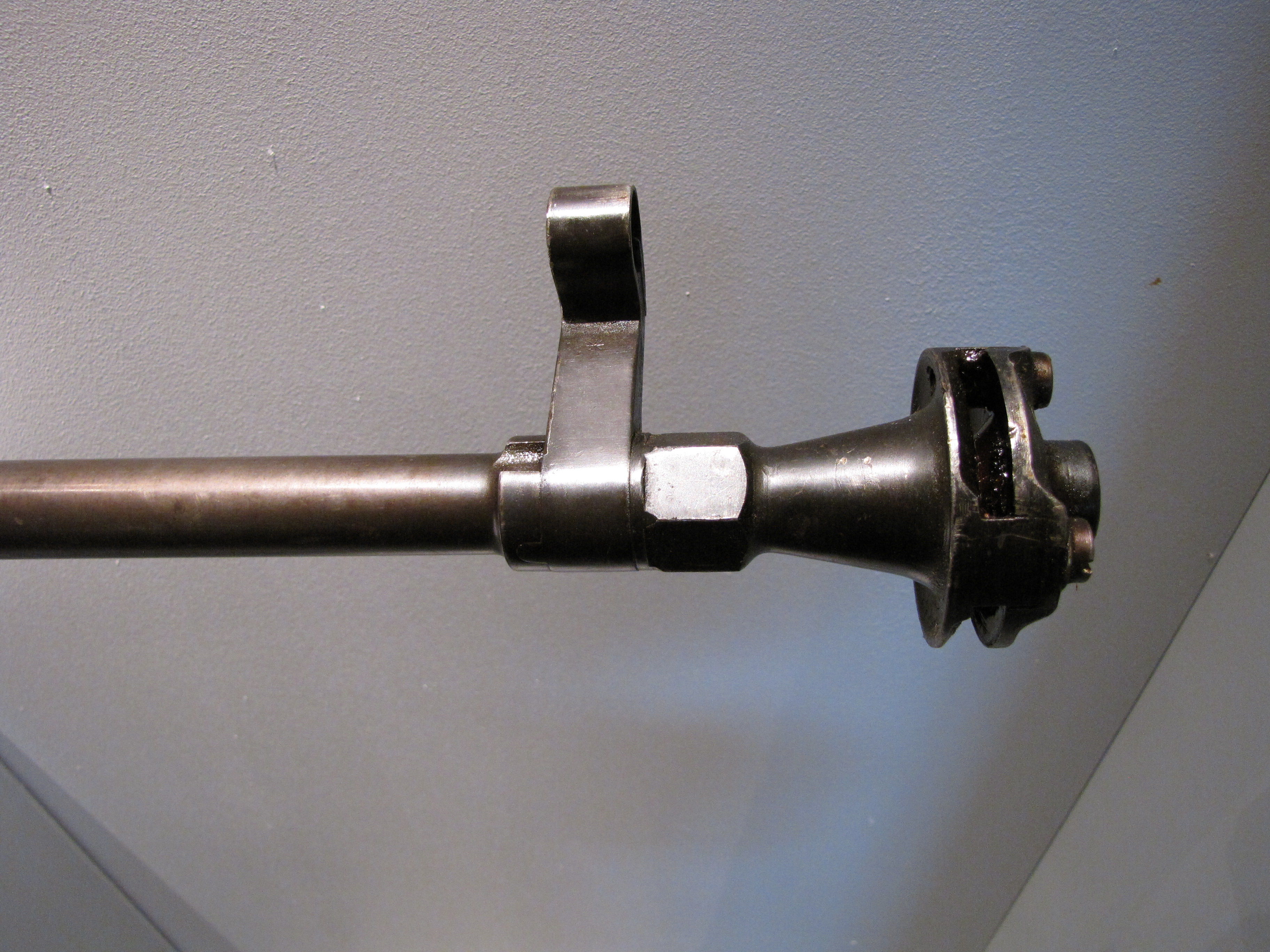
Английское ПТР Boys. Без дульного тормоза вооружение такого класса опасно для стреляющего ввиду большой отдачи.
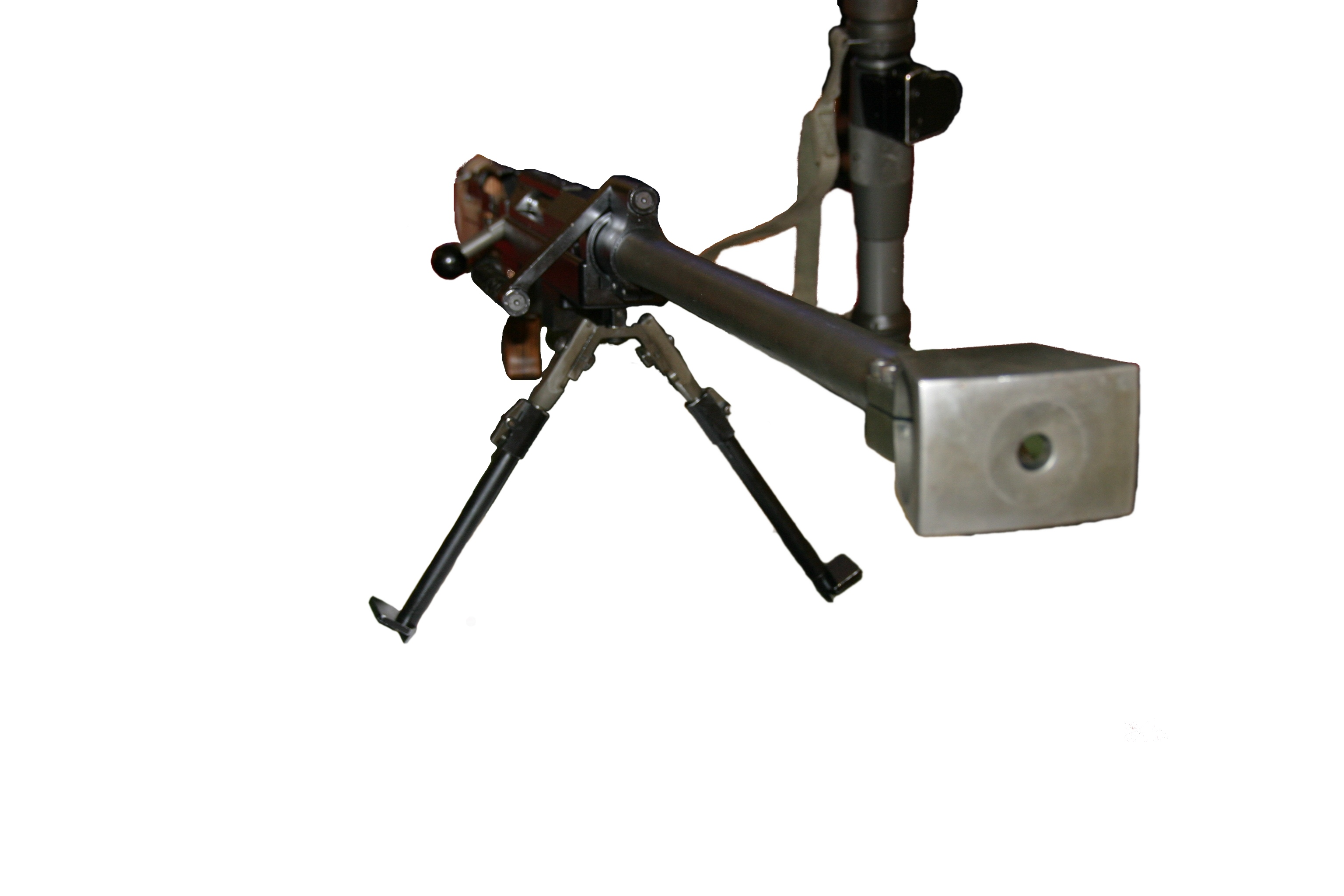
Крупнокалиберная снайперская винтовка PGM Hecate II. Аналогично.
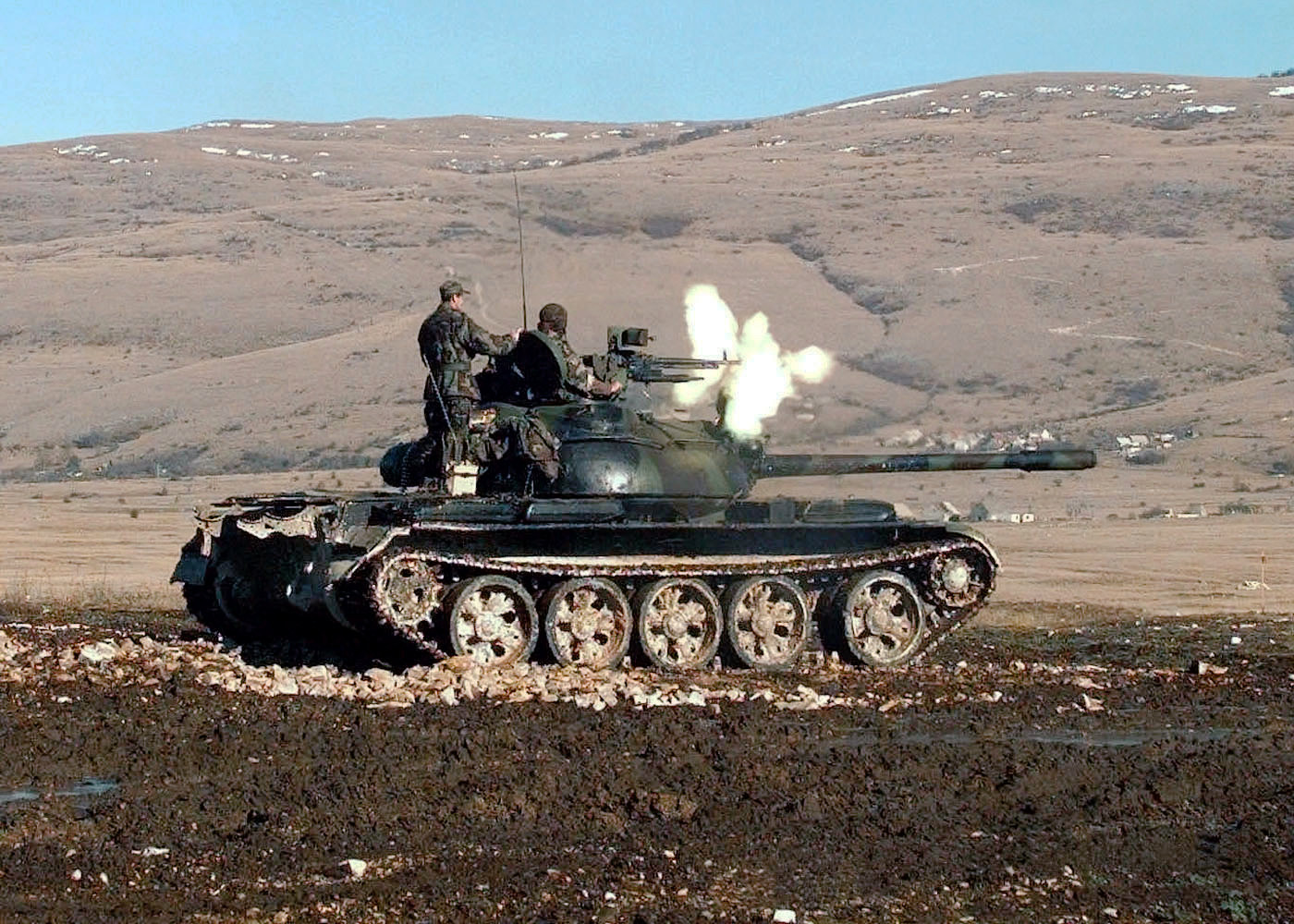
Применение дульного тормоза позволяет повысить кучность стрельбы, но, как видно на фото, несколько демаскирует позицию. ДШКМ на танке Т-55.
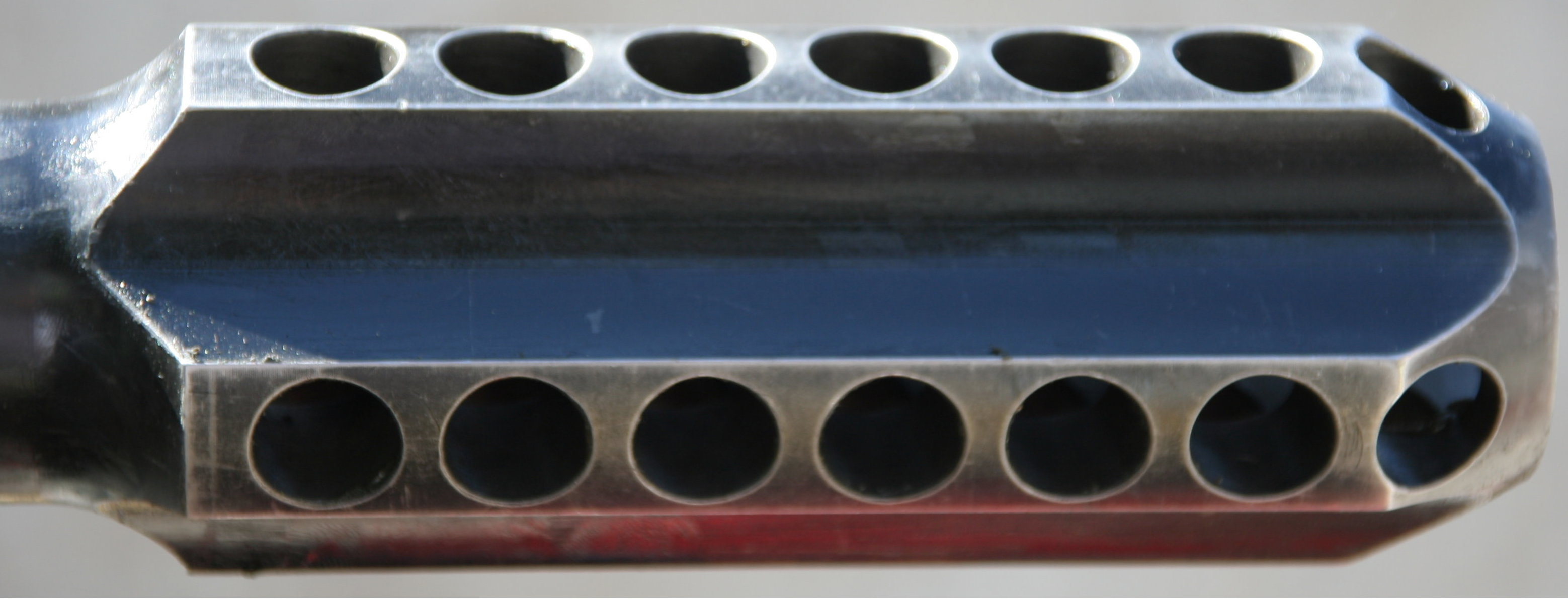
Пулемётный дульный тормоз.
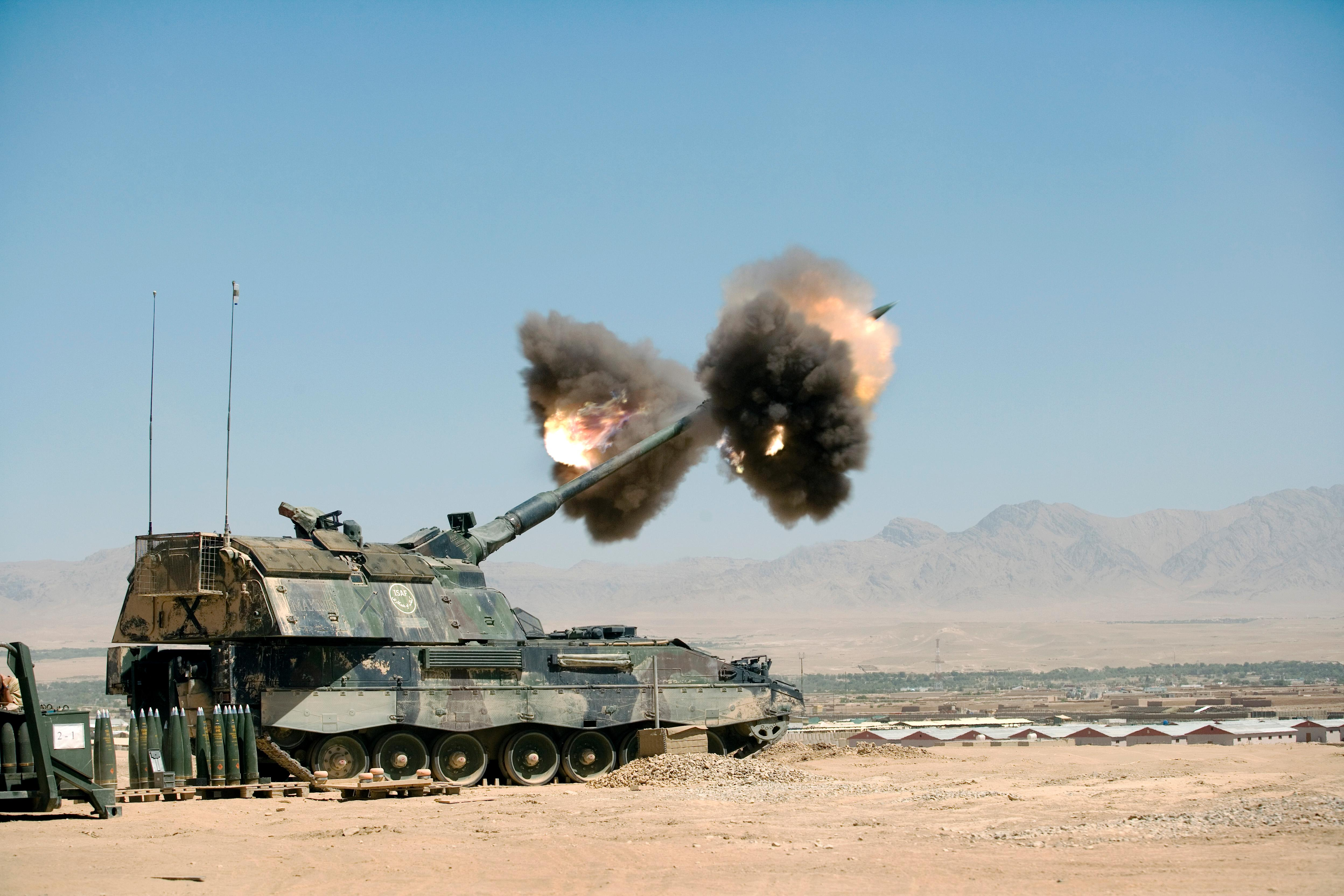
Немецкая самоходная гаубица PzH 2000.
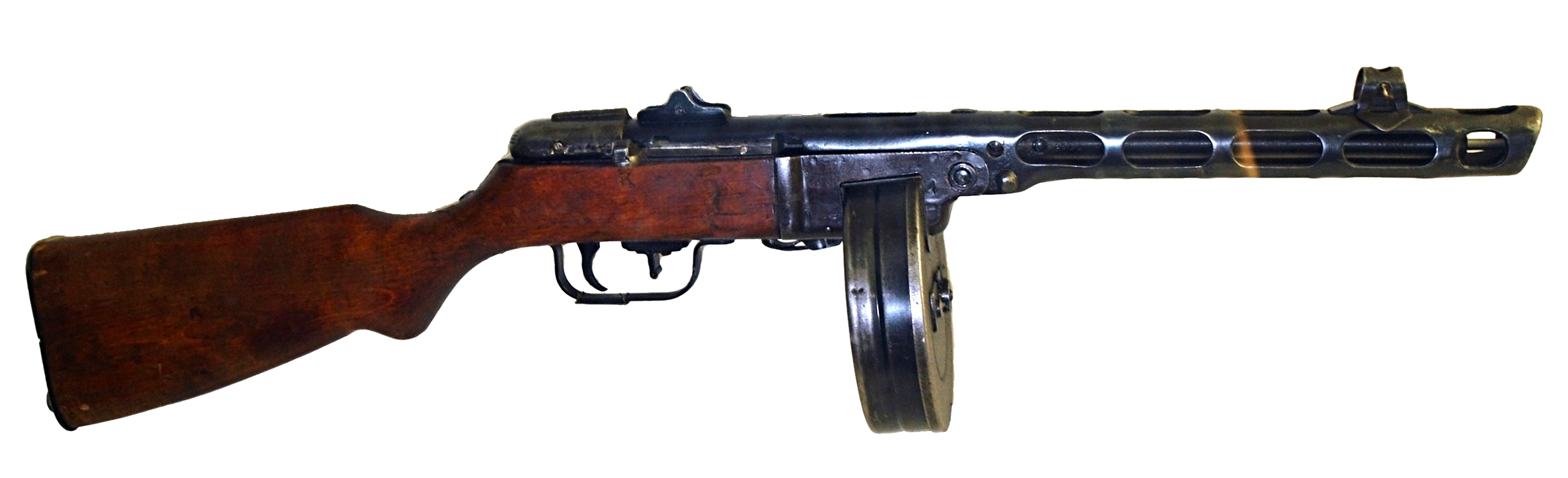
Скошенный передний конец ограждения ствола также работает как компенсатор. Пистолет-пулемёт Шпагина образца 1941 года.
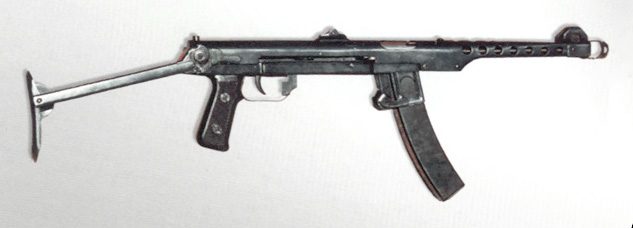
ППС-43 с ДТК.
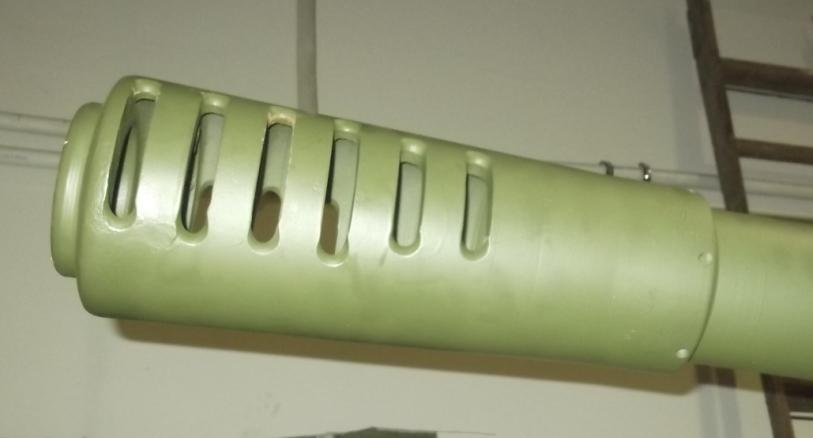
Дульный тормоз 85-мм зенитной пушки обр.1939 г. Поглощает около 30% энергии отдачи при выстреле.